# 蔵王町立宮中学校
蔵王町立宮中学校（ざおうちょうりつ みやちゅうがっこう）は、宮城県刈田郡蔵王町に位置する公立中学校である。

## 教育目標
- 優しく・賢く・逞しく[2]

## 宮中学校について
- 夢をもち，夢を奏で，創造的に生きる生徒
- 慈愛に満ち，共同社会創りに励む教師
- 喜びと感動があり，夢と志をはぐくむ学校

## 沿革
- 1947年（昭和22年）4月 - 宮村立宮中学校創立(宮小学校に併設)
- 1949年（昭和24年）12月 - 新築独立校舎落成移転
- 1951年（昭和26年）9月 - 講堂落成
- 1955年（昭和30年）4月1日 - 町村合併により蔵王町立宮中学校と改称
- 1967年（昭和42年）9月 - 簡易プール完成
- 1970年（昭和45年）2月 - 屋内体育館落成
- 1975年（昭和50年）8月 - プール完成
- 1981年（昭和56年）3月 - 新校舎落成移転

## 学区
- 蔵王町立宮小学校の全区域と蔵王町立永野小学校の一部学区[5]